# Kallfors
Kallfors – miejscowość (tätort) w Szwecji, w regionie administracyjnym (län) Sztokholm, w gminie Södertälje.
Według danych Szwedzkiego Urzędu Statystycznego liczba ludności wyniosła: 563 (31 grudnia 2015), 1404 (31 grudnia 2018) i 1444 (31 grudnia 2019).